# Oscar Herschend

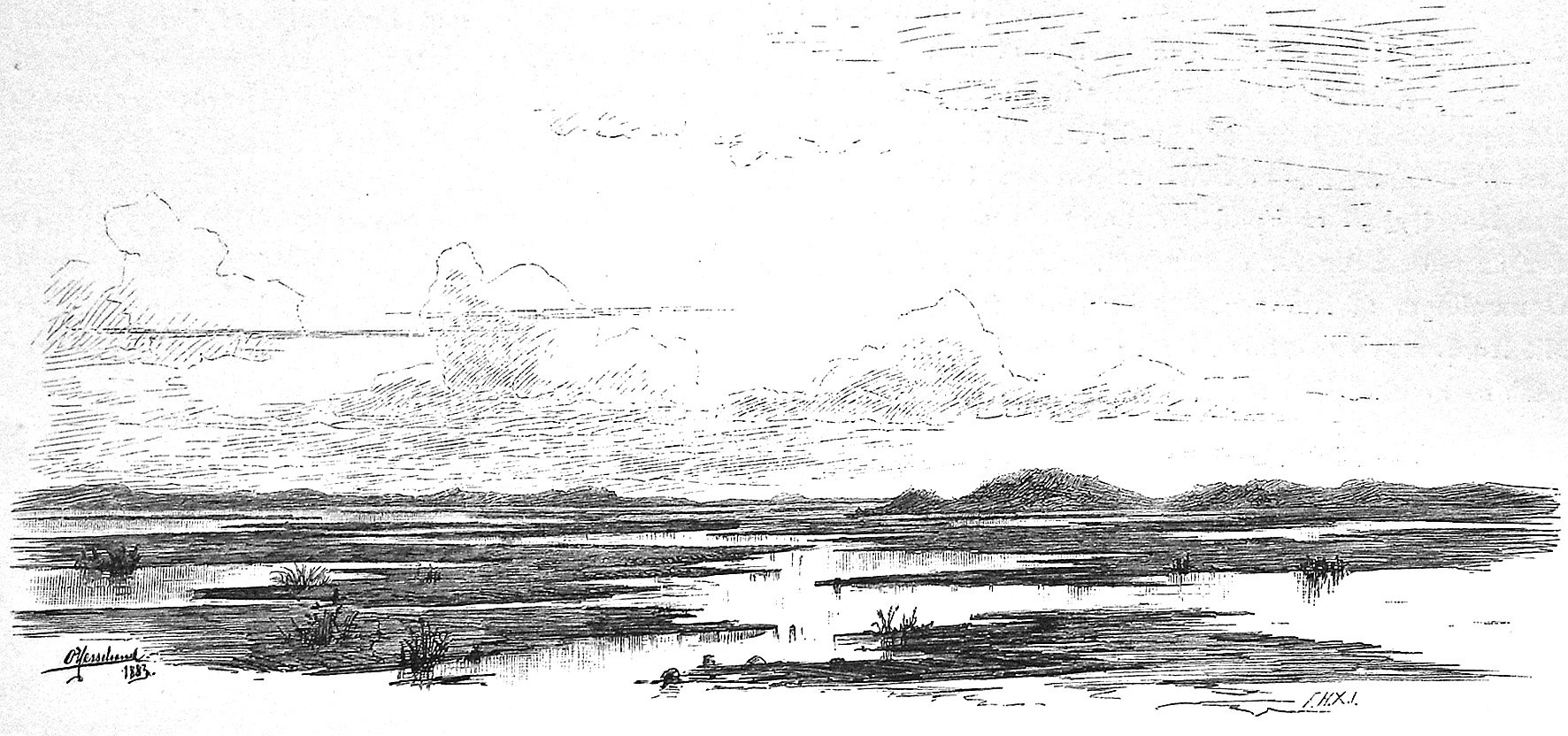
"Fra sandene paa Langli" (1883)

Oscar Herschend (* 6. Januar 1853 in Herschendsgave bei Skanderborg; † 26. Februar 1891 ebenda) war ein dänischer Maler.

## Leben
Herschend studierte ab 1870 an der Akademie in Kopenhagen zunächst Architektur, wandte sich aber zunehmend der Landschafts- und Marinemalerei zu. Er beteiligte sich ab 1880 an Ausstellungen in Schloss Charlottenborg in Kopenhagen und zeigte vornehmlich Motive der nord-jütländischen Dünenlandschaft. Er gehört zu den wichtigen Vorläufern der Malerschule von Skagen.